# Михаел Валнер
Михаел Валнер (Грац, 1958) је аустријски писац, глумац и позоришни редитељ.

## Биографија
Након завршеног школовања глуме и режирања на Универзитету за музику у извођачке уметности у Бечу, радио је као глумац у Бургтеатару и берлинском позоришту Шилер, те као режисер у Грацу и Бечу. Од 1987. године радио је као самостални оперни и позоришни редитељ. Свој први роман, Manhattan fliegt, објавио је 2000. године. Роман Април у Паризу, којег је издао 2006. године, преведен је на преко 20 светских језика.
Валнер је од 2001. године написао и учествовао у писању пет сценарија која су кориштена у телевизијске и филмске сврхе. Валнер тренутно живи на релацији Немачка—Италија.